# Afranthidium silverlocki
Afranthidium silverlocki är en biart som först beskrevs av Mavromoustakis 1936.  Afranthidium silverlocki ingår i släktet Afranthidium och familjen buksamlarbin. Inga underarter finns listade i Catalogue of Life.